# 丁松
丁松（1971年9月5日—），籍贯上海，中国乒乓球运动员，著名削球手。因性格孤僻，作风独特，故人称“孤独松”。现任上海交通大学乒乓球男队教练。

## 技术特点
丁松右手横握球拍，正手反胶，反手正胶，攻守结合打法。

## 简历
丁松早期为上海乒乓球队队员，其后进入国家队。1995年天津世乒赛，丁松入选中国男子乒乓球队阵容。在本届赛事的男子团体决赛上，中国队与瑞典队总比分战至1：1时，主教练蔡振华安排当时默默无闻的削球手丁松出战第三局，两局均以大比分战胜了瑞典的卡尔松，为中国队以3:2获得最终胜利奠定了基础。同时丁松还在本届世乒赛的单打比赛中杀入半决赛，负于当届冠军孔令辉而获得季军。丁松凭借该届赛事的神奇表现而一战成名，成为世界知名的削球手。
1996年亚特兰大奥运会前，丁松曾有望成为中国男队征战奥运会的第三单打选手。但由于人数名额上的限制，以及自身的特殊打法难以配对双打，蔡振华最终舍弃了丁松，而选择刘国梁参加奥运会。结果刘国梁发挥出色并最终夺得单打金牌，使丁松在心有不甘之余，又不得不承认自己并没有信心取得像刘国梁那样的成绩。
在国内96-97年举行的CCTV杯乒乓球擂台赛中，丁松在常规赛中以6胜4负艰难地进入决赛圈，之后在决赛中以神勇的表现接连战胜马文革、熊柯（淘汰了刘国梁）和王涛（淘汰了孔令辉），获得全国总冠军。之后的1997年曼彻斯特世乒赛，丁松再次成为中国男乒队员，虽再次随队获得团体冠军，但因外界对其技术打法的研究逐渐深入，故他不再是球队的主力队员。丁松在这次单打比赛中进入了八强，但随后在1/4决赛中的表现令人失望，三局均以大比分惨败给萨姆索诺夫。本届赛事结束后，丁松从国家队退役，前往德国打球。
2004年，丁松返回中国，征战乒超联赛，曾先后在上海圣雪绒、陕西银河国梁、北京铜牛俱乐部效力，2007年宣布退役。2009年，丁松获得上海交通大学人力资源管理专业学士学位，并任上海交大乒乓球男队教练。